# Mario Ortiz Ruiz
Mario Ortiz Ruiz (* 24. März 1989 in Santander) ist ein spanischer Fußballspieler.

## Karriere
Ortiz begann seine Karriere in seiner Heimatstadt bei Racing Santander. Im Januar 2007 debütierte er für Racing Santander B in der Segunda División B. Mit Santander B musste er zu Saisonende in die Tercera División absteigen. Ab der Saison 2008/09 spielte man wieder drittklassig. In jener Saison stand Ortiz erstmals im Profikader von Santander. Sein Debüt in der Primera División gab er in der folgenden Saison im Januar 2010 gegen Real Valladolid. Anfang Februar desselben Jahres wurde er an den Zweitligisten CD Castellón verliehen. Mit Castellón musst er zu Saisonende in die Segunda División B absteigen.
Im Sommer 2010 wurde Ortiz an den Drittligisten UB Conquense verliehen. Für Conquense kam er in 33 Spielen in der Segunda División B zum Einsatz, in denen er ein Tor erzielen konnte. 2011 wechselte er zum CD Puertollano. In der Saison 2011/12 kam er auf 27 Einsätze in der dritthöchsten spanischen Spielklasse, in denen er einen Treffer verbuchen konnte. Puertollano musste jedoch zwangsweise in die Tercera División absteigen und so wechselte er zur Saison 2012/13 zu Espanyol Barcelona B.
Im Januar 2013 wurde Ortiz an Albacete Balompié verliehen und im Sommer desselben Jahres fest verpflichtet. Mit Albacete stieg er in der Saison 2013/14 in die Segunda División auf. Nach zwei Saisonen in der zweiten Liga musste man wieder in die Segunda División B absteigen.
Zur Saison 2016/17 wechselte Ortiz zum Drittligisten Cultural Leonesa und wurde ein Jahr später vom belgischen Verein KAS Eupen vepfichtet. Dieser verlieh Ortiz für ein weiteres Jahr an Leonesa und ab der Saison 2018/19 spielt er fest für CF Reus Deportiu. Doch schon sechs Monate später folgte wegen des Lizenzentzugs und des damit verbundenen Zwangsabstiegs Reus' der Wechsel zu Racing Santander. Seit August 2020 steht er nun beim Drittligisten FC Córdoba unter Vertrag.